# シロタスキベラ
シロタスキベラ (学名：Hologymnosus doliatus) は、ベラ科に分類される魚類の一種。インド太平洋に分布し、岩礁やサンゴ礁に生息する。成魚は和名の通り体側面に白い横帯が入る。

## 分類と名称
1801年にフランスの博物学者であるベルナール・ジェルマン・ド・ラセペードによって、Labrus doliatus として記載され、これはフィリベール・コメルソンの絵に基づく。タイプ産地はモーリシャスであった。ラセペードは1801年に Hologymnosus fasciatus を記載し、同時にこの種をタイプ種とするシロタスキベラ属を設立した。その後に、H. fasciatus はシロタスキベラのシノニムであることが明らかになった。
属名は「完全に裸の」を意味し、鱗が無いことに由来するとされたが、実際は頭部に鱗が無く、胴部には小さな鱗がある。種小名は「縞模様」を意味し、成魚の体にある横縞を示す。

## 分布
東アフリカおよび南アフリカからサモア諸島まで、北は南日本から、南はオーストラリアおよびロード・ハウ島まで、インド太平洋に分布する。国内では伊豆・小笠原諸島および静岡県以南の太平洋岸、南西諸島で見られる。オーストラリアではニンガルー・リーフまで見られる。

## 形態
体は細長く側扁しており、体の鱗は小さく、頭部に鱗は無い。雄は緑色から赤みがかった色で、紫色の横帯が入り、胸鰭後方に白い横帯が入る。雌は青または緑色がかった灰色で、20-23本のオレンジ色の横帯が入る。幼魚は白く、三本の褐色の縦縞が入る。成魚の鰓蓋後方には、小さな黄色の部分がある。全長は通常40cm、最大で50cm。背鰭は9棘12軟条、臀鰭は3棘12軟条から成る。

## 生態
水深30m以上のサンゴ礁、岩礁、砂地などに生息する。幼魚は底付近、成魚は底から離れた場所で見られる。幼魚と雌は小さな群れを作り、雄は単独で広い縄張りを巡回して守る。魚類が食事の半分以上を占め、エビなどの甲殻類、クモヒトデや多毛類も捕食する。

## 人との関わり
食用として流通することは少ない。観賞魚として飼育されることもある。

## 画像

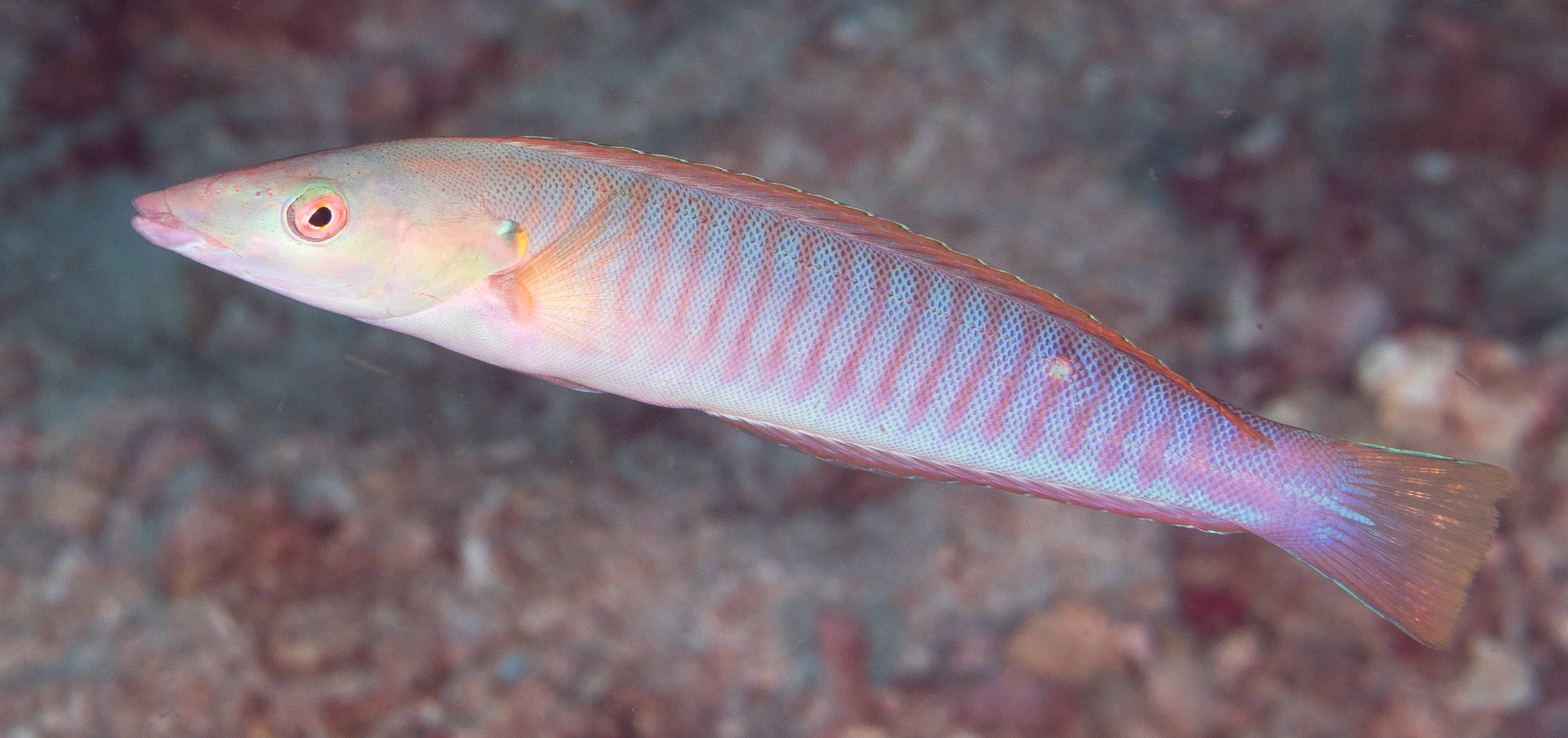
雌
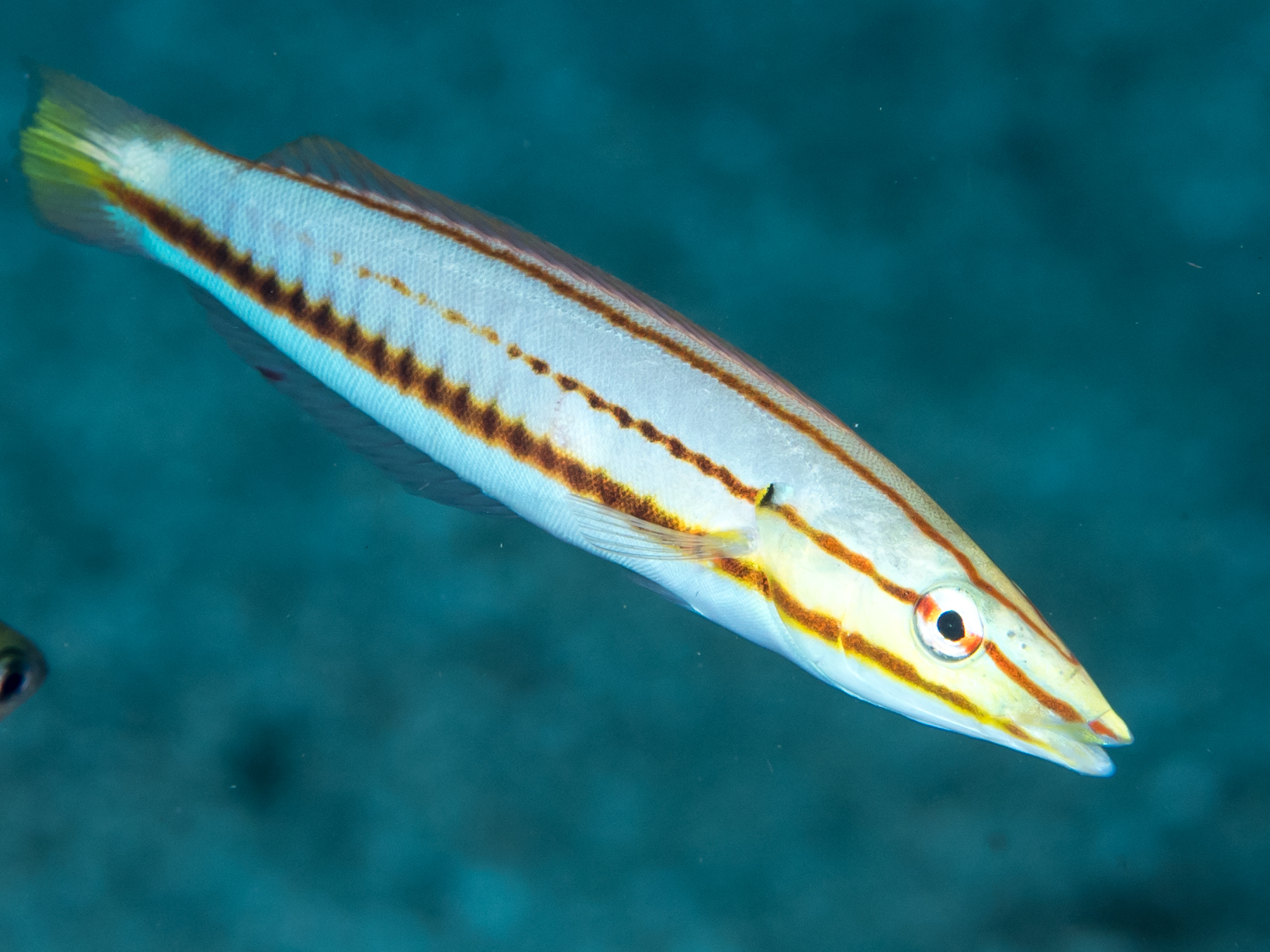
若魚
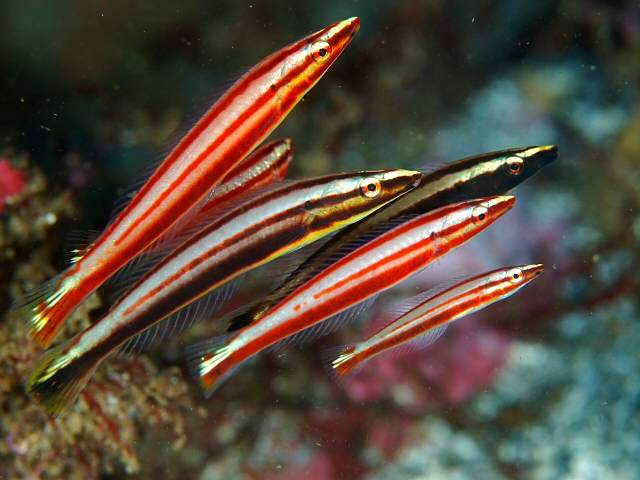
幼魚